# Bukowa Góra (Góry Świętokrzyskie)
Bukowa Góra – najwyższy szczyt w Paśmie Klonowskim w Górach Świętokrzyskich. Składa się z dwóch wierzchołków, o wysokości 484 i 465 (Cerle) m n.p.m. Jest zbudowany z piaskowców dewońskich. Porośnięty lasem jodłowo-bukowym. Pod szczytem od strony północnej ciągnie się pasmo skałek piaskowcowych (pomnik przyrody nieożywionej) o wysokości ok. 5 metrów i szerokości ok. 6 metrów. Na zachodnim zboczu znajduje się kamieniołom. Na grzbiecie kapliczka wystawiona prawdopodobnie na grobie napoleońskiego żołnierza oraz mogiła partyzancka z 1943 r.
Przez górę przechodzi zielony szlak turystyczny ze Starachowic do Łącznej. Bukowa Góra jest punktem początkowym żółtego szlaku turystycznego prowadzącego do Barczy.